# Gent Rockt

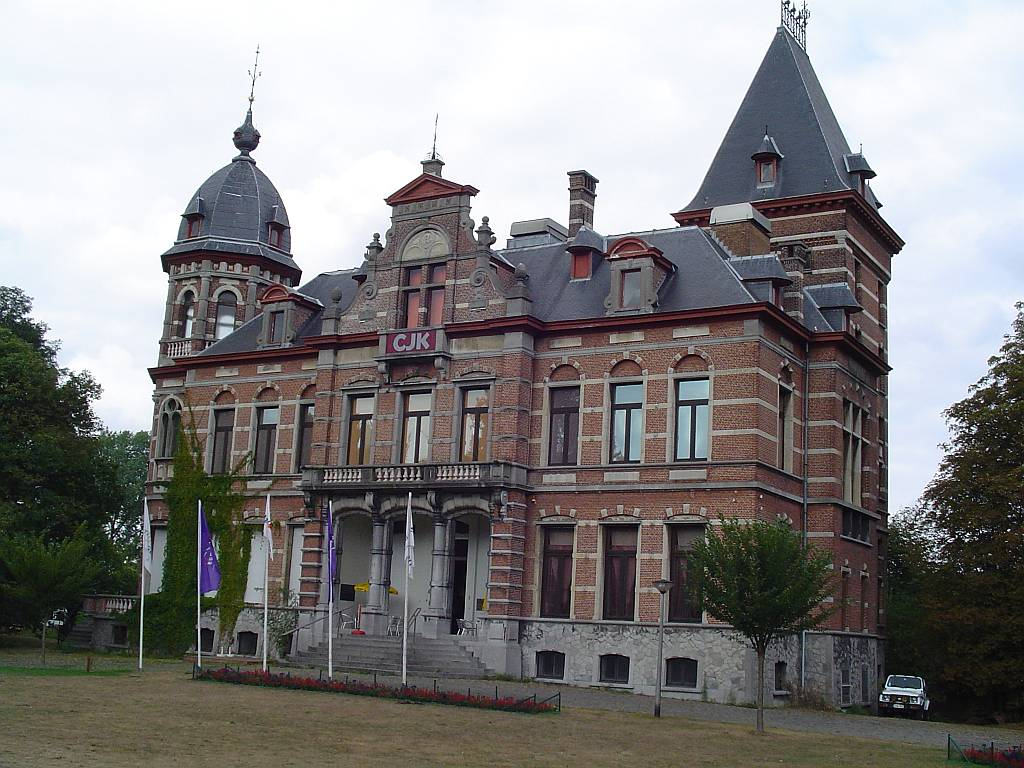
Kasteel Claeys Bouüaert

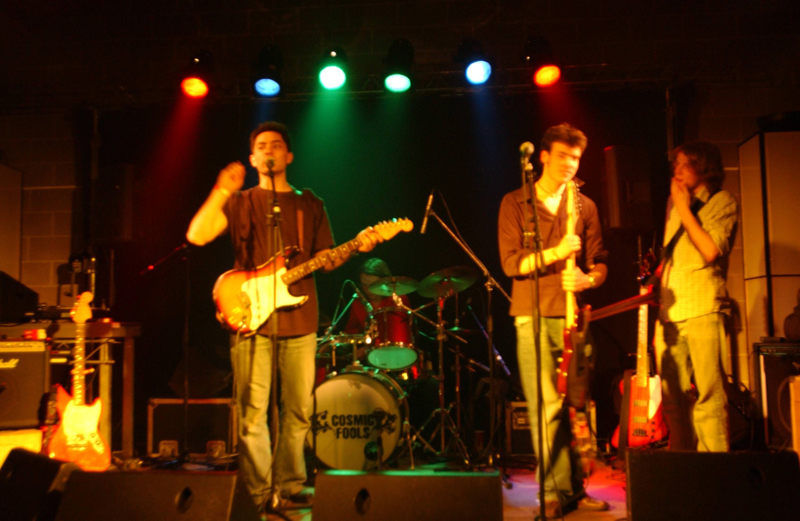
Cosmic Fools

Gent Rockt is een eendaags festival in het derde weekend van september op het domein van Kasteel Claeys-Bouüaert te Mariakerke (Gent), dat voor het eerst werd georganiseerd in 2008. De capaciteit van het terrein is vergelijkbaar met die van het Cactusfestival (Minnewaterpark) in Brugge. Het is ontstaan als een festival met voornamelijk Gentse groepen, een initiatief van concertorganisator Pesco, die hoofdzakelijk optredens organiseert in het Kuipke.

## Affiche editie 2008
In de openlucht
- Vive la Fête, new wave, Gent
- Gorki, Nederlandstalige pop, Gent
- Les Truttes, discocoverband, Gent
- Woodface, rock, Antwerpen
- Cosmic Fools, progressieve rock, Gent
- Damn! The Door Is Closed, rock, Gent

## Affiche editie 2009
In een feesttent (circa 6000 man)
- Kurt Burgelman, Nederlandstalige pop, Gent
- Damn! The Door Is Closed, rock, Gent
- The Ditch, rock, Antwerpen
- De Jeugd van Tegenwoordig, rap, Amsterdam
- The Kids, punk, Antwerpen
- Levellers, folkrock - indierock, Brighton